# Мале Рачкі
Мале Рачкі (пол. Małe Raczki) — село в Польщі, у гміні Рачки Сувальського повіту Підляського воєводства.
Населення — 166 осіб (2011).
У 1975-1998 роках село належало до Сувальського воєводства.

## Демографія
Демографічна структура станом на 31 березня 2011 року:
|          | Загалом | Допрацездатний вік | Працездатний вік | Постпрацездатний вік |
| -------- | ------- | ------------------ | ---------------- | -------------------- |
| Чоловіки | 82      | 14                 | 56               | 12                   |
| Жінки    | 84      | 26                 | 42               | 16                   |
| Разом    | 166     | 40                 | 98               | 28                   |